# Marc Lafargue
Pour les articles homonymes, voir Lafargue.
Vous lisez un « bon article » labellisé en 2022.
Marc Lafargue, né le 15 mai 1876 à Toulouse et mort dans la même ville le 7 mai 1927, est un poète, critique d'art et peintre français.
Alors qu'il est encore lycéen, Lafargue est membre actif d'un groupe de jeunes poètes toulousains et publie son premier recueil en 1897, Le Jardin d'où l'on voit la Vie, qui contient des poèmes d'influence symboliste et verlainienne. Il s'y montre aussi très attaché à sa région natale, qu'il évoque dans plusieurs poèmes. Il entreprend en 1903 un long voyage en Provence et y rencontre plusieurs artistes, dont Aristide Maillol avec qui il noue une amitié qui durera jusqu'à sa mort.
Un deuxième recueil paraît en 1903, L'Âge d'or, où il se détache de ses premières influences pour adopter un style plus proche du naturisme littéraire alors en pleine éclosion. Bien qu'il se montre adepte d'une vie rustique à la campagne, il alterne de longs séjours à Toulouse et à Paris, où il poursuit une carrière de critique d'art et collabore à de nombreux journaux. Il ne publie plus que rarement de la poésie, et s'adonne à la peinture en autodidacte, là aussi de manière discrète. Ses amis finissent par l'encourager à publier un nouveau livre, et il fait paraître en 1922 La Belle Journée, un recueil de poèmes écrits près de 15 ans plus tôt. Il compose une Ode aux jeunes filles de Vendôme d'inspiration ronsardienne en 1924, puis publie une biographie de Camille Corot en 1925 et une traduction des Bucoliques de Virgile en 1926.
Cette même année 1926, il quitte définitivement Paris pour rejoindre sa mère et sa sœur malades à Toulouse. Il obtient un poste de bibliothécaire, mais perd sa mère et sa femme, elle aussi de santé fragile, à quelques jours d'intervalle. Durement touché par ces deuils et atteint de problèmes cardiaques, il meurt le 7 mai 1927. Sa mort est abondamment commentée dans les milieux littéraires toulousains, où des hommages importants lui sont rendus. Ses amis entreprennent de publier ses nombreux poèmes laissés inédits, et découvrent, pour beaucoup, ses peintures qu'il gardait secrètes. Un recueil posthume paraît en 1928, Les Plaisirs et les Regrets, et des expositions de ses dessins et tableaux ont lieu. Un monument est finalement élevé en son hommage dans le square du musée des Augustins, en 1936.
Il est décrit comme un artiste discret, indifférent à la gloire, qui n'a participé qu'à un seul concours au cours de sa carrière et a gardé beaucoup de ses œuvres pour lui-même. Il y a peu d'études sur son travail, et principalement sur ses peintures dont la chronologie exacte est inconnue. Si ses premiers poèmes sont plutôt mélancoliques, il y montre déjà son attachement à la nature qui reste présent dans tous ses recueils suivants. Son style s'épure au fil des années, pour atteindre une forme simple et influencée par les poètes classiques, comme Ronsard à qui il rend hommage dans son Ode.
Il est aussi un fervent défenseur du patrimoine de sa ville natale, Toulouse, qui lui inspire plusieurs poèmes. Dans la presse, il s'engage publiquement contre des projets d'urbanisme qui menacent des monuments anciens, et parvient à faire réagir l'opinion publique et préserver des monuments, comme l'hôtel Dahus.

## Biographie

### Jeunesse (1876-1892)
Marie Jean Eugène Lafargue, dit Marc, naît le 15 mai 1876 au 62, rue de la Pomme à Toulouse. Il est le fils de Victor François Mamert Lafargue, tailleur, et de Jeanne Aimée Satgé. Ses origines sont connues principalement grâce à un document rédigé par lui-même et conservé à la bibliothèque municipale de Toulouse : il est issu d'une famille bourgeoise, ses ancêtres ont fait fortune dans l'industrie textile. Il passe son enfance dans une maison de campagne qui appartient à sa famille maternelle depuis plus d'un siècle au 22, route de Saint-Simon, près du village du même nom. Il a une sœur aînée, Louise, à laquelle il restera très attaché tout au long de sa vie. Son père meurt alors qu'il est encore très jeune, et il est choyé par sa mère et sa sœur,. Il se décrit comme un enfant qui « pleurai[t] au moindre sujet de contrariété », et devient un adolescent mélancolique et très sensible. Un prêtre lui enseigne le latin et le pousse à passer son baccalauréat. Il devient étudiant au lycée de garçons de Toulouse, où il a pour camarades Maurice Magre, Jean Viollis et Henri Jacoubet, qui deviennent ses premiers compagnons littéraires, avec Emmanuel Delbousquet rencontré à la même période,.

### Le groupe deL'Effort(1892-1899)

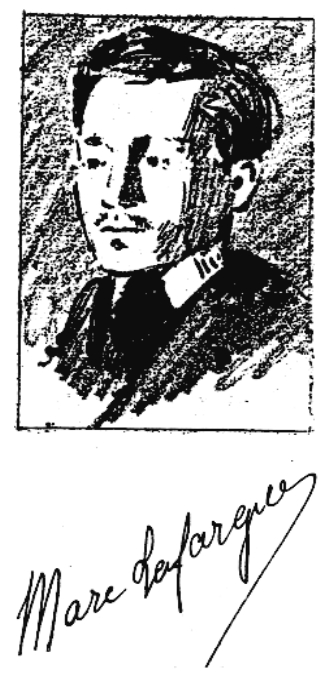
Un portrait de Lafargue paru dans la revue Essais de Jeunes.

Lafargue et ses amis se retrouvent pour des soirées où ils lisent leurs poèmes, débattent des nouvelles tendances littéraires, et concrétisent la réalisation d'une revue fondée par Delbousquet en 1892 : les Essais de jeunes, rapidement remplacée par L'Effort,. Lafargue devient l'un des principaux collaborateurs de ces deux revues, actives entre 1892 et 1898, qui réunissent les jeunes poètes toulousains dans un groupe surnommé « École de Toulouse », et qui compte notamment Armand Praviel, Hélène Picard, Jacques et Marie Nervat, Joseph Rozès de Brousse, Pierre Fons,. Rattachés brièvement au symbolisme, ils se tournent vers le naturisme et sont aussi de fervents défenseurs du régionalisme et de la décentralisation littéraire, à une époque où la scène artistique est dominée par Paris,. Lafargue participe notamment à la consécration du jeune poète toulousain Éphraïm Mikhaël, mort prématurément, et dirige un comité de soutien à l'élévation d'un monument en son hommage.
À cette époque, Lafargue est influencé par les poètes classiques et le symbolisme, ainsi que par le naturisme qui apparaît alors et séduit des jeunes poètes. Les poèmes qu'il publie dans les Essais de jeunes puis dans L'Effort sont réunis dans un recueil édité par L'Effort en 1897, intitulé Le Jardin d'où l'on voit la Vie,,. Il y évoque sa jeunesse et ses périodes de convalescence dans un style parfois verlainien ou baudelairien,, ainsi que des souvenirs :

« Le souvenir remonte aux vieilles chambres fraîches
où l’on s’endort durant l’après-midi d’été.
C’est jadis. Le soleil mange de sa clarté
les fruits bleus espacés sur la paille sèche. »

— Poème publié dans L'Effort, août 1896.
Contrairement à plusieurs de ses camarades, Lafargue ne concourt pas à l'Académie des Jeux Floraux, et montre une aversion pour les académies et les écoles,. 
L'Effort finit par disparaître à mesure que les fondateurs rejoignent Paris. Lafargue s'y installe pour étudier à l'École des chartes, où il entre en 1899 sur recommandation de José-Maria de Heredia,. Mais il n'y reste qu'un an et revient à Toulouse, sans diplôme, pour essayer de soigner des maux de poitrine.

### Le voyage en Provence (1903)
Revenu à Toulouse, Lafargue reçoit souvent ses amis poètes, dont Delbousquet, Viollis, Déodat de Séverac ou Joseph Bosc. Sa santé s'améliore, et il entreprend un voyage en Provence en 1903, accompagné de Joachim Gasquet. Il rencontre plusieurs artistes durant ce voyage : Charles Maurras à Martigues, Frédéric Mistral à Maillane, Émile Pouvillon à Lamothe-Capdeville et Aristide Maillol, encore inconnu mais avec qui il se lie d'amitié, à Banyuls,. Il mûrit son goût pour la vie rustique et le culte du sol natal au contact de ces personnalités régionales. Il publie, toujours en 1903, le recueil L'Âge d'or où il évoque sa mère et sa sœur, sa région natale et ses paysages, ainsi que son idylle avec sa future épouse, Lydie Gabrielle Vayssié :

« Son regard est profond comme l’eau dans les bois.
Tu l’aimeras en entendant sa douce voix.
Son âme est pure comme l’air de la campagne.
Mère, ne veux-tu pas qu’elle soit ma compagne ? »

— L'Âge d'or
Ils se marient à Paris le 23 décembre 1904. Elle est décrite comme « une jeune fille très simple du Quercy, qui l'admire comme un dieu », de santé fragile et adepte de la vie rustique comme lui,.

### Entre Toulouse et Paris (1904-1926)

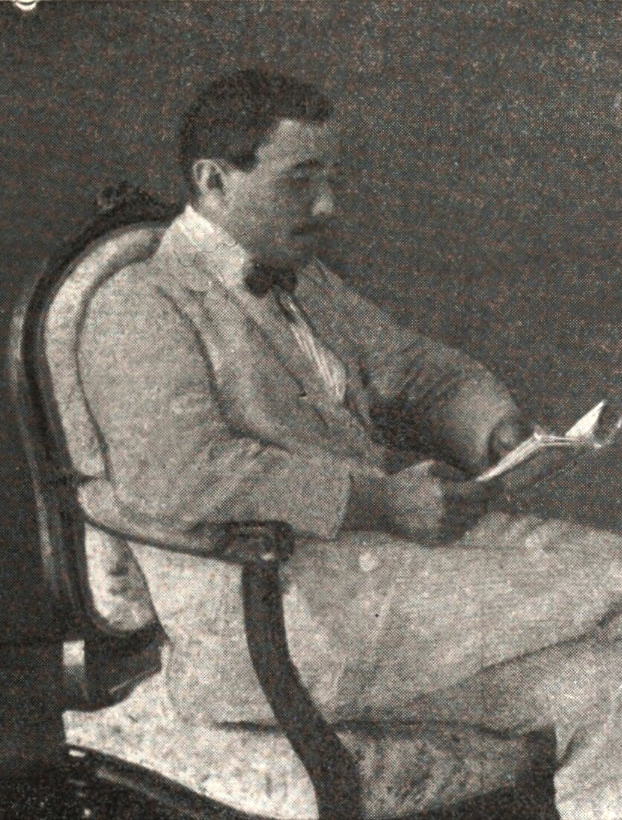
Marc Lafargue vers 1925.

Pendant plusieurs années, le couple alterne des séjours entre Toulouse et Paris, où Lafargue poursuit principalement une carrière dans la presse : il collabore entre autres à L'Ermitage (tout comme Marie Dauguet, Charles Guérin ou Léo Larguier), à La Muse française et aux Marges (qui compte Apollinaire parmi ses rédacteurs),, et participe à la fondation de La Nouvelle Revue Française en 1908. De 1909 à 1911, il fréquente le restaurant de la Mère Coconnier, rue Lepic à Montmartre, où il retrouve Apollinaire, Viollis, Émile Vuillermoz et Eugène Montfort. Il continue aussi d'écrire pour des revues toulousaines et régionales, comme Le Pays de France, où il publie des « Notes sociales » à tendance socialiste et dreyfusarde,. Il fréquente son ami Aristide Maillol dans le massif du Canigou, une région qui lui inspire une série de poèmes qu'il ne publie pas immédiatement. Il s'adonne aussi à la peinture, exposant quelques toiles au Salon des indépendants de 1908 et à d'autres expositions parisiennes, mais ne fait pas carrière de peintre.
Lafargue n'est pas mobilisé pendant la Première Guerre mondiale à cause de sa santé fragile, et s'installe à Toulouse durant le conflit. Par la suite il reprend ses séjours réguliers à Paris jusqu'en 1926. 
À côté de son activité de critique littéraire, il publie aussi quelques poèmes dans la presse entre 1903 et 1922 — notamment La Minerve et Le Mercure de France —, mais ne publie pas de recueil. Ses amis l'encouragent à faire éditer ses poèmes, et il finit par publier en 1922 La Belle Journée, un recueil de poèmes écrits chez Maillol près de 15 ans plus tôt. Il reprend alors son activité d'auteur. Il compose une Ode aux jeunes filles de Vendôme en 1924 pour un concours, qu'il remporte grâce au soutien de Pierre de Nolhac. Ses publications s'enchaînent : il fait éditer son Ode en 1924, puis une biographie de Camille Corot en 1925 et une traduction en vers des Bucoliques de Virgile, illustrée par Aristide Maillol, en 1926.

### Installation à Toulouse et décès (1926-1927)
En 1926, Lafargue quitte définitivement Paris pour rejoindre sa mère et sa sœur malades à Toulouse. Il emménage chez elles, dans sa maison natale de Saint-Simon, avec sa femme qui est elle aussi en mauvaise santé. Grâce à Pol Neveux, il obtient un poste de bibliothécaire-adjoint à la bibliothèque municipale de Toulouse en octobre 1926. Il y fait l'inventaire des impressions et gravures conservées dans des ouvrages anciens, et se montre « ponctuel et méthodique » selon Neveux.
Mais la même année, il perd à quelques jours d'intervalle sa femme et sa mère. Profondément touché par ces deuils, Lafargue est sujet à des angoisses puis à des problèmes cardiaques,. Il meurt le 7 mai 1927. Il est inhumé dans le cimetière de Terre-Cabade, selon son souhait déjà prononcé dans un poème en 1903 : 

« Un jour, lorsque mes fils m'auront fermé les yeux,
C'est sur cette colline aux plis harmonieux
Que je veux, ô mon corps mortel, que tu reposes,
Au pied des cyprès noirs sous les buissons de roses. »

## Postérité
Sa mort est abondamment commentée par la presse régionale, et plusieurs journaux consacrent des numéros spéciaux au poète, rappelant sa vie et ses œuvres. Ses amis réunissent ses poèmes inédits pour les publier dans un recueil intitulé Les Plaisirs et les Regrets en 1928,. La plupart découvre aussi ses peintures, dont il ne parlait pas, comme l'écrit Pol Neveux : « Il ne peignait que pour sa joie, se refusant farouchement à montrer ses toiles ou ses aquarelles à quiconque, même à ses intimes. » Quelques dessins sont exposés en avril 1928, le temps d'un dimanche, au musée des Toulousains de Toulouse, puis une exposition rétrospective de son œuvre est mise en place par la Société des artistes méridionaux en 1931,. La même année sont publiés des poèmes et des dessins inédits dans la revue Vallespir.
En 1934, un comité présidé par Pol Neveux est créé dans le but de faire élever un monument à la mémoire de Lafargue dans un jardin public de Toulouse. Ce monument, réalisé par Henry Parayre, est finalement inauguré le 7 mai 1936 dans le square du musée des Augustins,. Il représente une femme nue, sujet de prédilection du sculpteur — très influencé par Maillol, qu'il a rencontré grâce à Lafargue — avec un portrait en médaillon du poète. La cérémonie d'hommage s'étale sur deux jours et donne lieu à une conférence à la faculté des Lettres de Toulouse, un banquet et de nombreux discours,. La contribution de Louise, la sœur du poète, devenue gardienne de son œuvre, est souvent commentée par les membres du comité,. Bien que Lafargue ait soutenu et encouragé les jeunes poètes dès ses débuts et que certains se présentent comme ses disciples à sa mort, Pol Neveux, directeur du comité, insiste sur son désintérêt pour la reconnaissance : 

« Je crois bien que jamais poète ne fut plus modeste, plus indifférent aux mirages de la gloire […] l’ode ou l’élégie à peine terminée il la reléguait dans ses tiroirs où régnait un inexprimable désordre. Sans la contrainte de ses amis, peut-être n’eût-il jamais rien publié après L’Âge d’or. »

Marc Saint-Saëns le peint dans sa fresque représentant le Parnasse occitan, dans la grande salle de lecture de la bibliothèque d'étude et du patrimoine de Toulouse. Depuis 1961, la bibliothèque municipale de Toulouse conserve un lot de manuscrits de L'Âge d'or ainsi que 337 volumes ayant appartenu au poète. Un autre lot de manuscrits — contenant de la correspondance, des carnets, des poèmes et des documents personnels — est acquis en 1992, et son ajout aux collections « est dicté par la renommée locale de ce poète toulousain, chantre de sa ville et de son pays ».

## Œuvre

### Œuvre poétique
Lafargue publie peu de recueils : Le Jardin d'où l'on voit la Vie en 1897, L'Âge d'or en 1903 et La Belle Journée en 1922, puis ses amis publient un recueil posthume issu de ses poèmes inédits, Les Plaisirs et les Regrets. Son œuvre compte aussi des poèmes publiés dans la presse, une Ode aux jeunes filles de Vendôme composée pour un concours en 1924, ainsi qu'une traduction des Bucoliques de Virgile. 
Le Jardin d'où l'on voit la Vie contient ses premiers poèmes de jeunesse, écrits lorsqu'il est encore au lycée. Il y évoque son enfance dans des vers nostalgiques d'influence verlainienne et symboliste, mais montre aussi son attachement à la nature, qui sera une constante dans son œuvre :

« Sur le couchant frileux fuit un vol de passage
Le soir a des douceurs de novembre mourant
Et vêt d’une vapeur le trouble paysage
L’argent d’un astre luit au voile de l’étang. »

— Le Jardin d'où l'on voit la Vie (1897)
Son deuxième recueil, L'Âge d'or, contient des poèmes plus épurés et proches du naturisme. Armand Praviel y voit des influences de Jean Racine, Charles Maurras et des Stances de Jean Moréas, dans des poèmes qui décrivent la vie de famille et les paysages de la région natale du poète. Pour Henri Jacoubet, « il y a plus de sureté dans l’abandon de Jammes que dans celui de Lafargue ». Son style continue de se simplifier et ses influences classiques — Ronsard, André Chénier — se font plus fortes dans La Belle Journée, un recueil écrit en 1908 mais qu'il ne publie qu'en 1922,. Il y évoque sa vie simple à la campagne, l'allégresse et l'amour : 

« Prends ton grand chapeau de fleurs !
Tes yeux d’enfant étonnée
Dans l’ombre ont plus de douceur.
Presse-toi. Si tu t’attardes,
Je ne serai pas content.
Je ne veux que tu te fardes
Que de soleil et de vent ! »

— La belle journée (1924)
Il se montre très influencé par Ronsard dans ses derniers poèmes, et lui rend hommage dans son Ode aux jeunes filles de Vendôme pour qu'elles aillent récitant Ronsard aux bords du Loir, l'unique poème qu'il ait composé pour un concours,,. Il se montre dès ses débuts très détaché des écoles littéraires et indifférent aux concours, auxquels participent certains de ses camarades,. Plusieurs critiques soulignent aussi l'influence de Virgile, dont il publie une traduction des Bucoliques dans une édition de luxe illustrée par Aristide Maillol,,.
Les Plaisirs et les Regrets, recueil posthume publié en 1928, contient des poèmes de la fin de sa vie où il évoque notamment l'angoisse de la mort.

### Œuvre peint
Lafargue est aussi peintre autodidacte, mais il expose très peu publiquement et la peinture est un aspect méconnu de son œuvre,. Il expose quelques toiles dans des expositions parisiennes, notamment le Salon des indépendants en 1908, mais garde ses œuvres quasiment secrètes à la fin de sa vie,. Il conserve des centaines de dessins dans sa maison de Saint-Simon et y accroche quelques toiles pour décorer, mais il est si discret au sujet de cette passion que ses amis eux-mêmes ne la connaissent pas. Paul Mesplé, un de ses amis et membre du comité fondé en sa mémoire, considère cependant qu'« il existe un parallélisme évident entre l’œuvre peinte de Lafargue et son œuvre poétique. Dans l’une comme dans l’autre, égale sincérité, même souci d’exprimer les élans d’un cœur passionné de vie qu’enthousiasment les magnificences de la nature, le charme des jardins, la beauté des femmes ».
La chronologie de ses œuvres est confuse. Mesplé compare son style à Pierre Bonnard, Henri Matisse et Pierre Laprade et note que sa touche est parfois « maladroite ». On trouve dans ses dessins des copies de maîtres (Delacroix, Manet, Renoir, Degas ou Ingres). Il se montre curieux d'autres formes d'art, notamment la sculpture, et il laisse inachevés, à sa mort, des livres sur son ami Aristide Maillol et sur François Lucas dont il est un très grand admirateur,. Sa sœur Louise lègue « un ensemble très important des œuvres plastiques de Marc Lafargue » au musée des Augustins de Toulouse en 1961.

Portraits de femmes
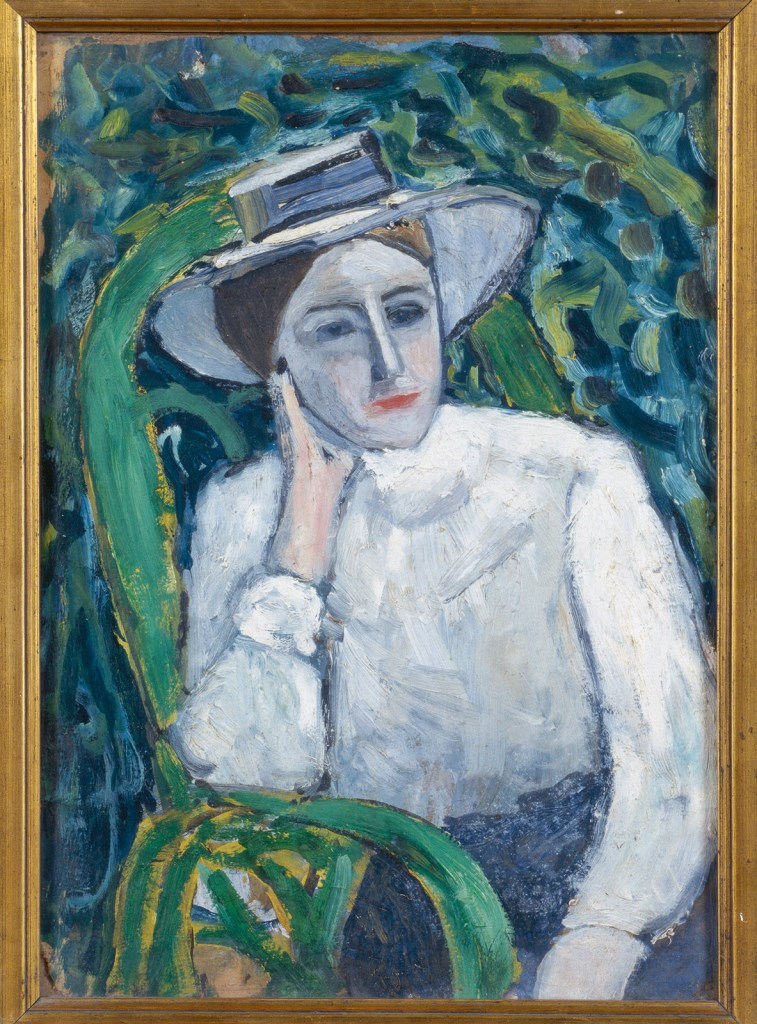
Portrait de Mlle Louise Lafargue, entre 1896 et 1927, musée des Augustins de Toulouse.
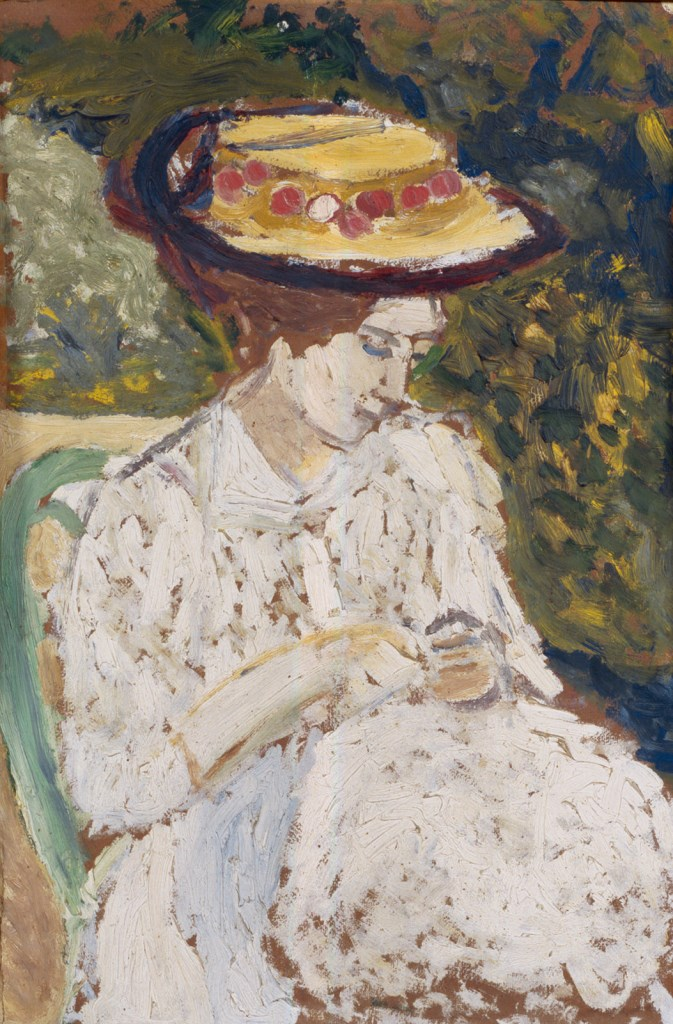
Mlle Louise Lafargue au jardin, entre 1896 et 1927, musée des Augustins de Toulouse.
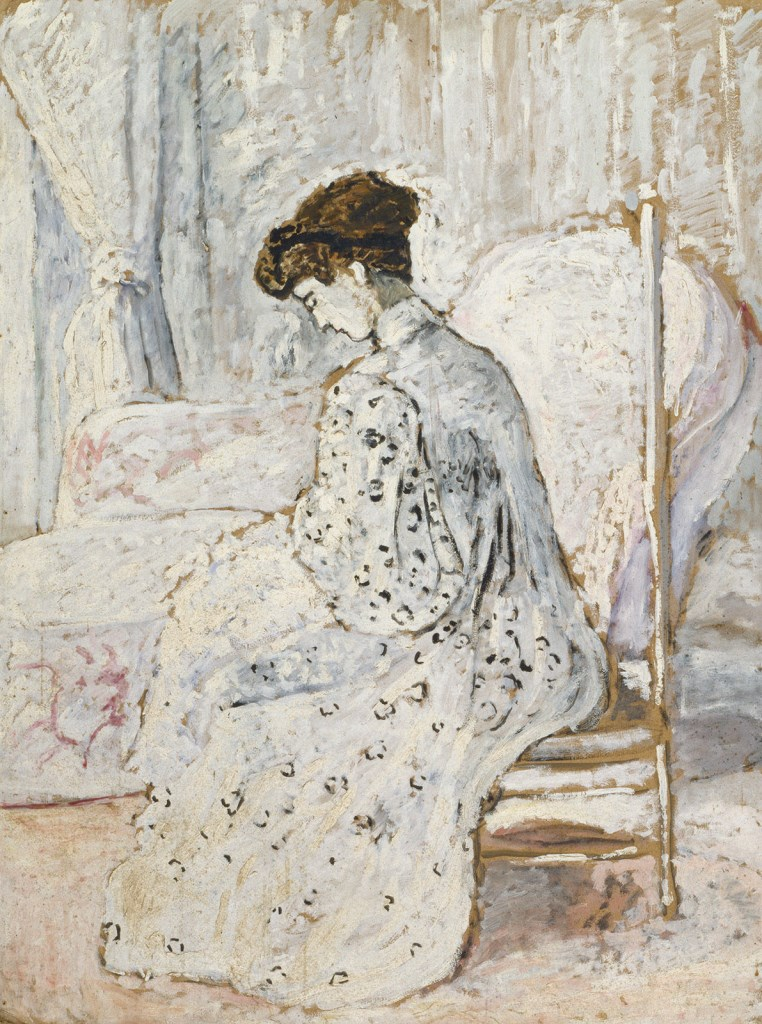
Lydie assise, symphonie en blanc, entre 1896 et 1927, musée des Augustins de Toulouse.
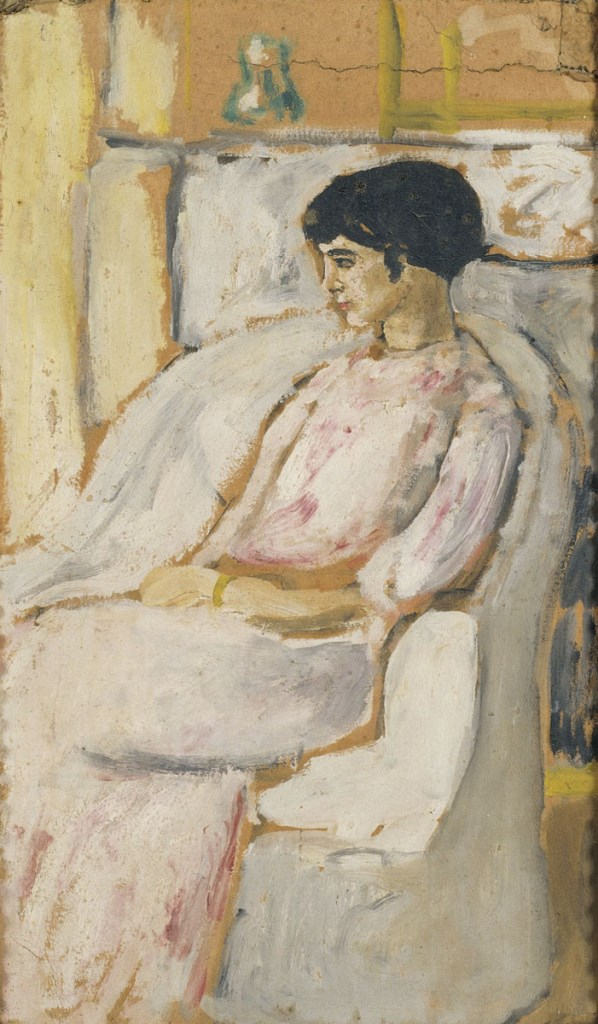
Lydie assise dans un fauteuil, entre 1896 et 1927, musée des Augustins de Toulouse.
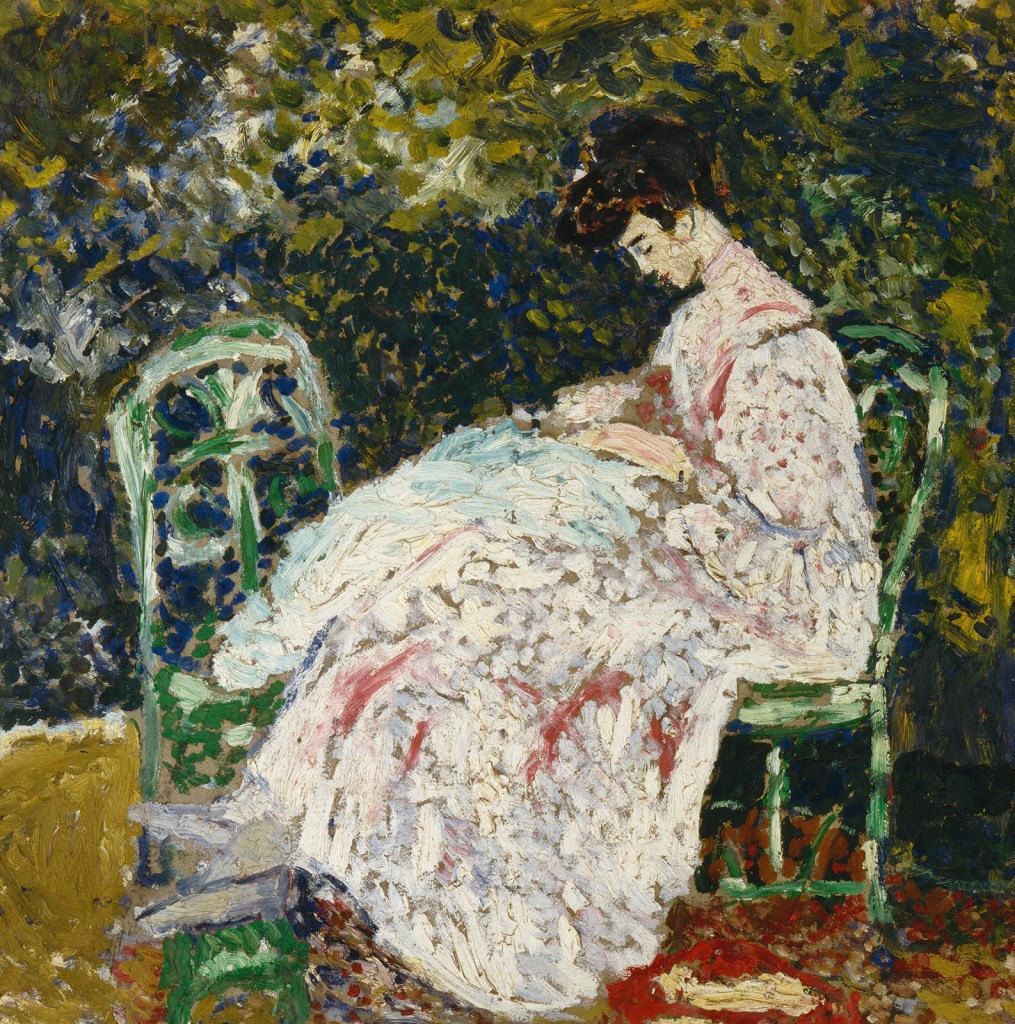
Femme cousant dans un jardin, entre 1896 et 1927, musée des Augustins de Toulouse.

Intérieurs et natures mortes
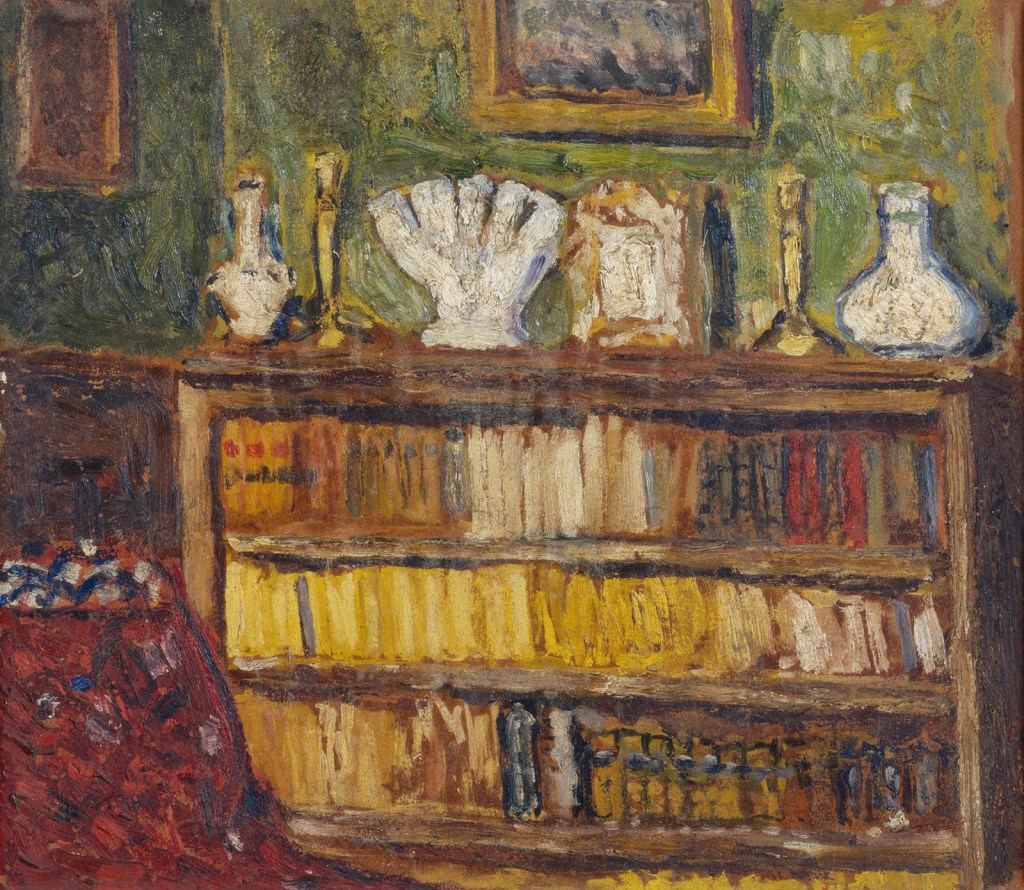
La Petite Bibliothèque, entre 1896 et 1927, musée des Augustins de Toulouse.
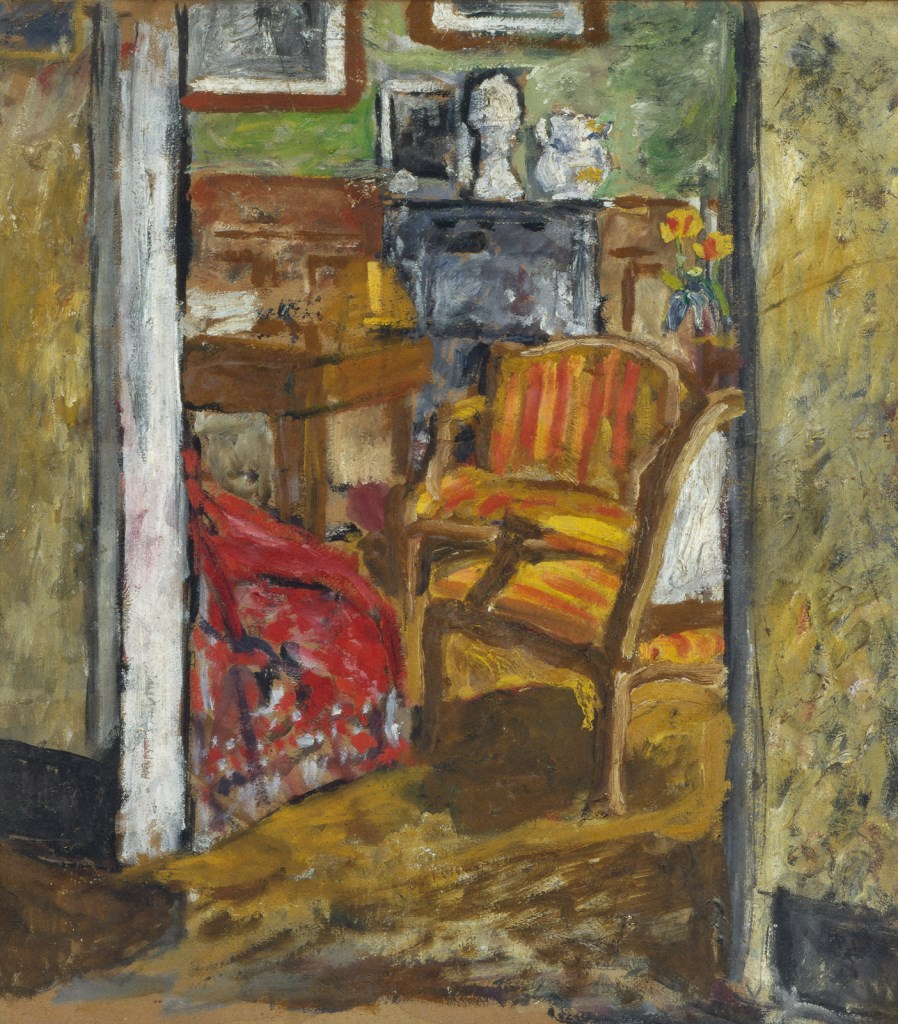
Le bureau au fauteuil jaune, entre 1896 et 1927, musée des Augustins de Toulouse.
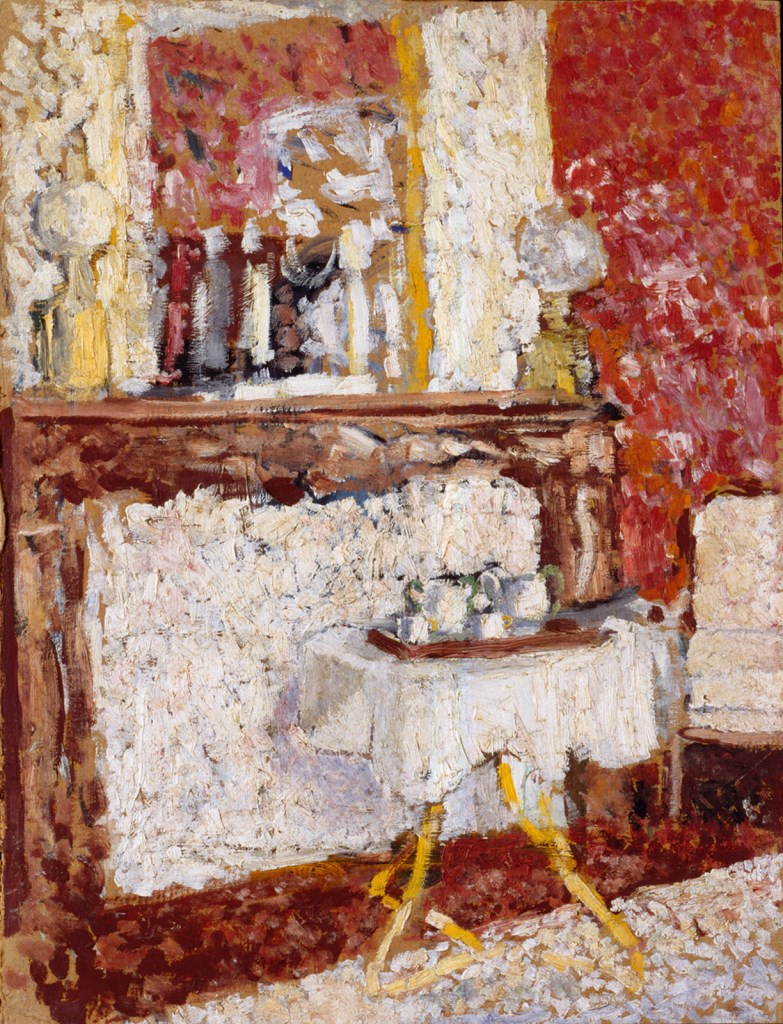
Le café sur un guéridon blanc, entre 1896 et 1927, musée des Augustins de Toulouse.
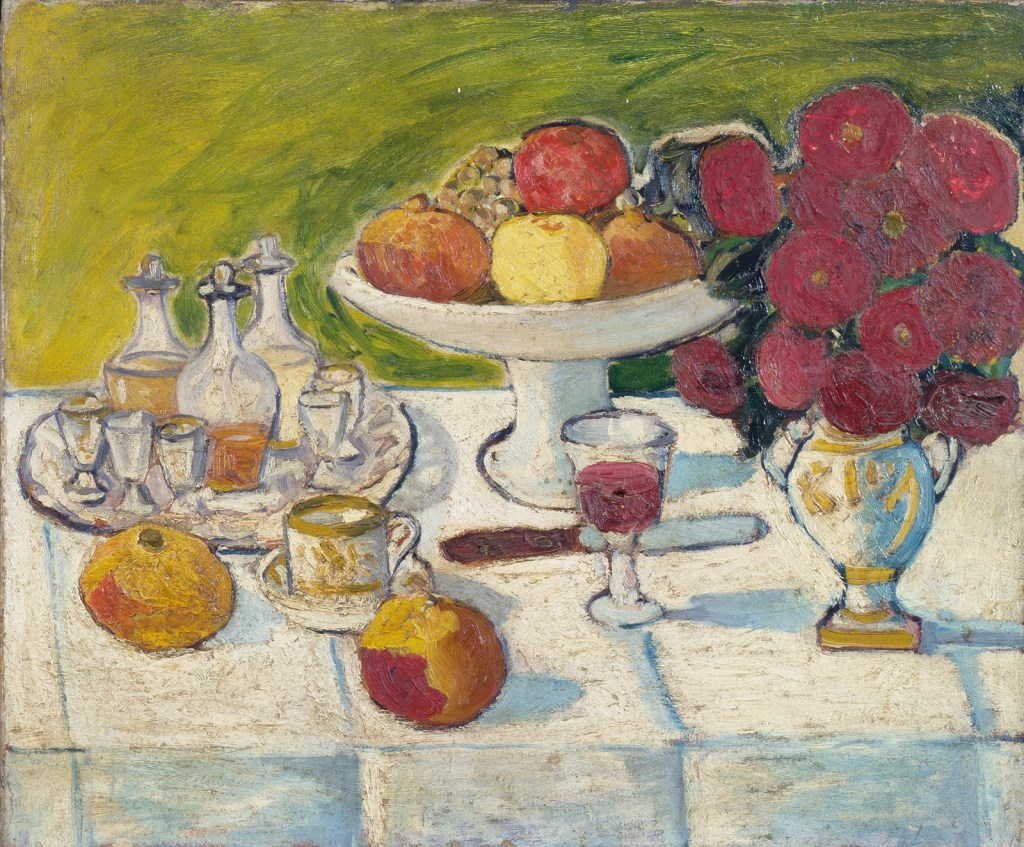
Nature morte à la nappe blanche, entre 1896 et 1927, musée des Augustins de Toulouse.
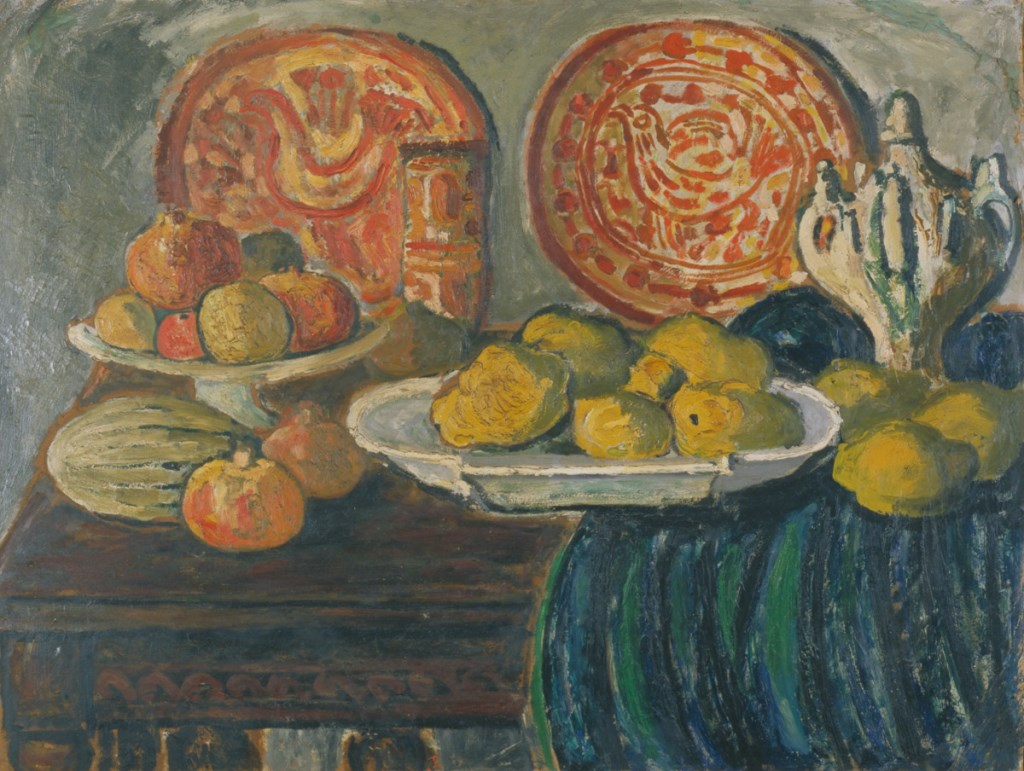
Nature morte aux plats hispano-mauresques, entre 1896 et 1927, musée des Augustins de Toulouse.

### Un défenseur du patrimoine toulousain
Bien qu'il séjourne longuement à Paris, Lafargue reste toute sa vie attaché à sa région natale et défend le patrimoine toulousain. Il consacre plusieurs articles, dans la presse régionale, à de longues descriptions des vieux quartiers de la ville. Il déteste les constructions du XIXe siècle et écrit que Toulouse « pourrait rester une ville d'art, si l'on sait respecter ses admirables monuments du passé ». Il s'engage publiquement contre la destruction de certains monuments menacés par des projets d'urbanisme, principalement l'hôtel Dahus, le Pont-Neuf et les hôpitaux militaires,,. Son engagement et ses articles de presse contribuent à faire réagir l'opinion publique et modifier certains projets, voire à restaurer des monuments, comme l'hôtel Dahus,.
Il écrit de nombreux poèmes sur Toulouse, dont il connaît tous les recoins et qu'il aime faire visiter à ses amis avec « une vraie joie presque puérile » selon André Magre :

« Dans les brouillards légers, la ville aux briques d’or
Avec ses dômes et ses tours, ses clochers roses
S’éveille dans l’aurore, ô fleuve, sur ton bord
Où tes eaux dont les quais de briques se reposent. »

## Publications

### Ouvrages
- Le Jardin d'où l'on voit la Vie, Toulouse, Bibliothèque de L'Effort, 1897.
- L'Âge d'or, Paris, Mercure de France, 1903.
- La Belle Journée, Paris, Librairie de France, 1922.
- Ode aux jeunes filles de Vendôme pour qu'elles aillent récitant Ronsard aux bords du Loir, Paris, L. Rouart et J. Watelin, 1924 (lire en ligne).
- Corot, Paris, F. Rieder, coll. « Maîtres de l'Art moderne », 1925 (lire en ligne).
- Les Églogues, traduction de Virgile  (ill. Aristide Maillol), Paris, 1926 (lire en ligne).
- Les Plaisirs et les Regrets, Paris, Garnier, 1928.